# 今井三子
今井 三子（いまい さんし、1900年2月20日 - 1976年1月9日）は日本の植物学者、菌学者。
1900年（明治33年）2月20日に群馬県吾妻郡中之条町に生まれた。千葉高等園芸学校（現・千葉大学）在学中、同校で教鞭を執っていた菌類学者川村清一の影響を受け、1920年（大正9年）3月の卒業後、翌1921年（大正10年）10月に北海道帝国大学農学部農業生物科に進学した。1924年（大正13年）3月に同科を修了し、同年9月北大農学部で助手として伊藤誠哉および栃内吉彦の両氏に師事しつつ、学生の実験指導に携わった。1938年（昭和13年）には北海道に産するハラタケ科菌類に関する研究成果を『Studies on the Agaricaceae of Hokkaido. I & II』として発表し、同論文で農学博士を授与された。
1943年（昭和18年）には北海道第一師範学校教授となり、翌年からは北大農学部助教授を兼任した。1949年から北海道学芸大学教授、1953年（昭和28年）より横浜国立大学学芸学部教授として農学教室主任を務めた。1965年（昭和40年）3月に横浜国立大学を定年退官した後、フェリス女学院大学教授に就任、1968年（昭和43年）より同校で非常勤講師の職にあった。
1976年（昭和51年）1月9日深夜、自宅で心筋梗塞により急逝。没日付で従四位勲三等、旭日中綬章が贈られた。
菌類の分類学、植物病理学の分野で貢献した。
アミガサタケ科のイモタケ属 （Imaia）やチチタケ属の種、Lactarius imaianusの学名に献名されている。

## 著作
- Sanshi Imai (1929) "On the Clavariaceae of Japan: I". Transactions of the Sapporo Natural History Society Vol. 11, No. 1, pp. 38–45.
- Sanshi Imai (1930) "On the Clavariaceae of Japan: II". Transactions of the Sapporo Natural History Society Vol. 11, No. 2, pp. 70–77.
- Sanshi Imai (1931) "On the Clavariaceae of Japan: III. The species of Clavaria found in Hokkaido and Southern Saghalien". Transactions of the Sapporo Natural History Society Vol. 12, No. 1, pp. 9–12.
- Sanshi Imai (1932) "Contributions to the knowledge of the classification of the Helvellaceae". Botanical Magazine (Tokyo) 46:544, pp. 172–175.
- Sanshi Imai (1932) "Studies on the Hypocreaceae of Japan: I. Podostroma". Transactions of the Sapporo Natural History Society Vol. 12, pp. 114–118.
- Sanshi Imai (1933) "Studies on the Agaricaceae of Japan: I. Volvate Agarics in Hokkaido". Botanical Magazine (Tokyo) Vol. 47, No. 558, pp. 423–432.
- 『一般生物学』北隆館 (1955年)